# Michał Marcin Mioduszewski

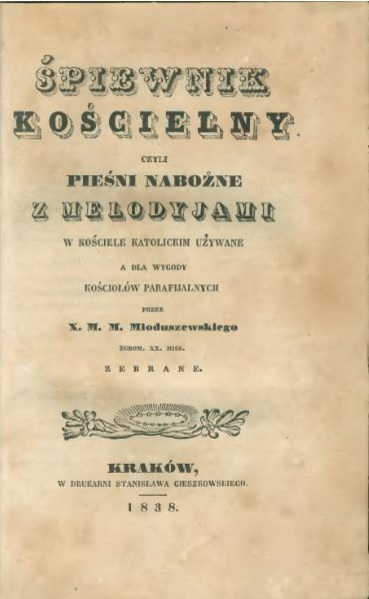
Titelseite des Śpiewnik kościelny

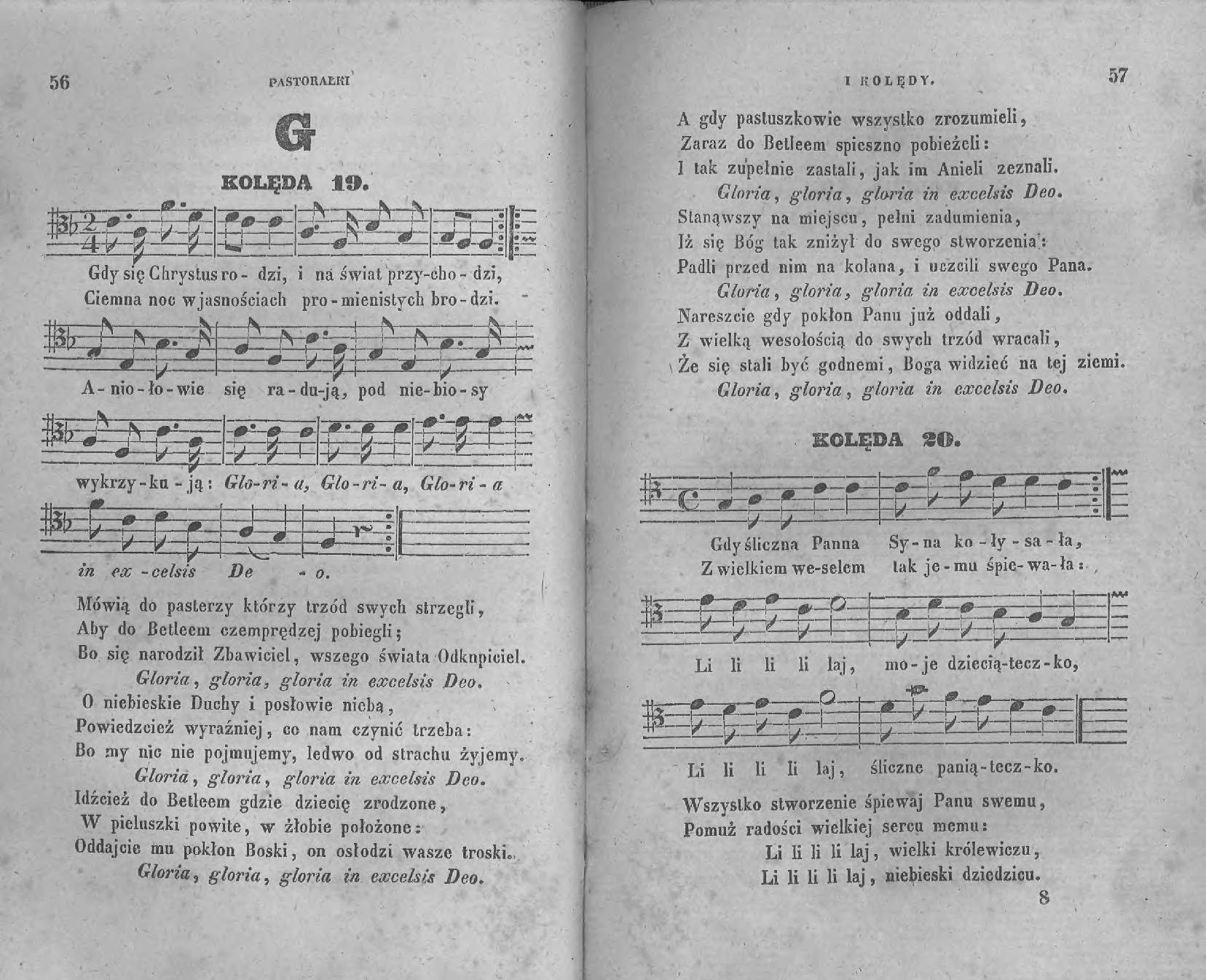
Erstdruck des populären Weihnachtsliedes Gdy się Chrystus rodzi („Als die Welt verloren“) in Pastorałki i kolędy 1843

Michał Marcin Mioduszewski (* 16. September 1787 in Warschau; † 30. Mai 1868 in Krakau) war ein polnischer römisch-katholischer Priester der Kongregation der Missionare des Hl. Vinzenz von Paul, Sammler und Herausgeber religiöser Lieder.
Sein Hauptverdienst besteht in der Sammlung und Herausgabe von Kirchenliedern in polnischer Sprache. Sein Śpiewnik kościelny z melodyjami („Kirchliches Gesangbuch mit Melodien“) erschien 1838 und wurde 1842, 1853 und 1854 durch drei Supplemente ergänzt. Außerdem gab er 1843 einen Band mit polnischen Weihnachtsliedern Pastorałki i kolędy z melodyjami heraus. Mit diesen Sammlungen trug er maßgeblich zur Entwicklung der polnischen liturgischen Musik bei.
Er wurde auf dem Friedhof Rakowicki in Krakau im Abschnitt Y im Grab der Vinzentiner begraben.

## Werke
- Śpiewnik kościelny, czyli pieśni nabożne z melodiami w Kościele katolickim używane. Krakau 1838 (Digitalisat in der Google-Buchsuche).
- Pastorałki i kolędy z melodiami. Krakau 1843 (online bei Wikisource).